# ニュースセントラル
『ニュースセントラル（News Central）』は、アメリカのシンクレア・ブロードキャスト・グループが所有するテレビ局で2002年10月から2006年3月まで放送されたプライムタイムのテレビニュース番組のシリーズ。ローカルニュースと全国ニュース、メリーランド州ハントバレーにあるシンクレアのスタジオからの意見コーナー、及びハントバレーから発信された各市場向けにカスタマイズされた気象コーナーを混合した。

## 歴史
『ニュースセントラル』は、WSMHの『News At Ten』と共に、2002年10月28日に開始された。形式は当初、現在ニュースを提供していないシンクレア所有局に展開されることが発表された。しかし、WSMHでのベータ版の放送が成功した後、シンクレアは、2003年の第1四半期に、ニュース番組のある3つの放送局が次の形式に変換することを発表した。2003年4月までに、番組は独自のワシントン支局を立ち上げることを計画していた。同年12月までに、12のシンクレア所有局が『ニュースセントラル』形式を使用していた。
2006年3月31日をもって全てのニュース放送を終了した。同日以降、各放送局は、より伝統的な組織内ニュース放送形式に戻るか、市場のより大きな放送局にニュース放送をアウトソーシングするか、ニュース放送自体を完全に終了した。WSMHのような他の放送局は、市場の非系列局と協力して、他局のニュース番組を同時放送するか、共同で制作した。WYZZ-TVとWUHFは、市場の他局と共にローカルマーケティング契約（LMA）に参入した。
シンクレアは後に、地元放送局からの寄稿やリポートを取り上げる全国ニュース番組『ザ・ナショナル・デスク』で、ニュース以外の放送局の集中型ニュース運用の概念を再検討した。

## コンテンツ
ローカル放送局のニュース枠は、最初の10分間を提供した。次に、『ニュースセントラル』全国枠は、ニュース番組全体の12分間の国際ニュースと国内ニュース、国内ニュース枠から作成されたカスタマイズされた地域の天気予報、及び放送局のネットワークの広報部門がビデオニュースリリースとして制作したニュース記事などの他のコンテンツを制作した（例えば、WVTVは、その夜のエピソードとのタイアップとして、The WBが制作した『ギルモア・ガールズ』または『ワン・トゥリー・ヒル』の特集を放送する）。全国ニュース枠はまた、シンクレアの企業関係担当副社長であるマーク・ハイマン (コメンテーター)による「ザ・ポイント（The Point）」解説を毎晩提供した。AccuWeatherとCNN Newsourceを追加で登録して、全国的なニュース記事の通信社映像と追加コンテキストを提供した。

## 配信局
- WSMH（ミシガン州フリント、2002年10月28日 - [1]）
- KOKH-TV（オクラホマ州オクラホマシティ、2003年第1四半期 - [3]）
- WLFL（ノースカロライナ州ローリー、2003年第1四半期 -[3] 2006年3月31日）[5]
- WUHF（ニューヨーク州ロチェスター、2003年第1四半期 -[3] 2006年3月31日）[5]
- WPGH-TV（英語版）（ペンシルベニア州ピッツバーグ、2003年 - 2006年[4]）
- WVTV（英語版）（ウィスコンシン州ミルウォーキー、2003年8月 - 2006年3月31日）[5]
- WNYO-TV（英語版）（ニューヨーク州バッファロー、2004年8月16日 - 2006年3月31日）[5]
- WTTA（英語版）（フロリダ州タンパ、2003年8月25日[9] - 2006年3月31日）[5]
- KFBT-TV（英語版）・KVWB（英語版）（ネバダ州ラスベガス、2003年 - 2006年）[5]
- WUPN-TV（英語版）・WXLV-TV（ノースカロライナ州グリーンズボロ、2003年 - 2006年）[5]
- WZTV（英語版）（テネシー州ナッシュビル、2003年）[3]
- WBFF（メリーランド州ボルチモア、2003年2月 - 2006年）